# Hernádszentandrás
Hernádszentandrás este un sat în districtul Encs, județul Borsod-Abaúj-Zemplén, Ungaria, având o populație de 434 de locuitori (2011). 

## Demografie
Componența etnică a satului Hernádszentandrás
     Maghiari (97,03%)
     Romi (2,97%)
Componența confesională a satului Hernádszentandrás
     Reformați (27,88%)
     Romano-catolici (14,29%)
     Greco-catolici (5,07%)
     Fără religie (4,38%)
     Necunoscută (48,39%)
Conform recensământului din 2011, satul Hernádszentandrás avea 434 de locuitori. Din punct de vedere etnic, majoritatea locuitorilor (97,03%) erau maghiari, cu o minoritate de romi (2,97%). Nu există o religie majoritară, locuitorii fiind reformați (27,88%), romano-catolici (14,29%), greco-catolici (5,07%) și persoane fără religie (4,38%). Pentru 48,39% din locuitori nu este cunoscută apartenența confesională.